# Pfarrkirche Obernberg am Inn

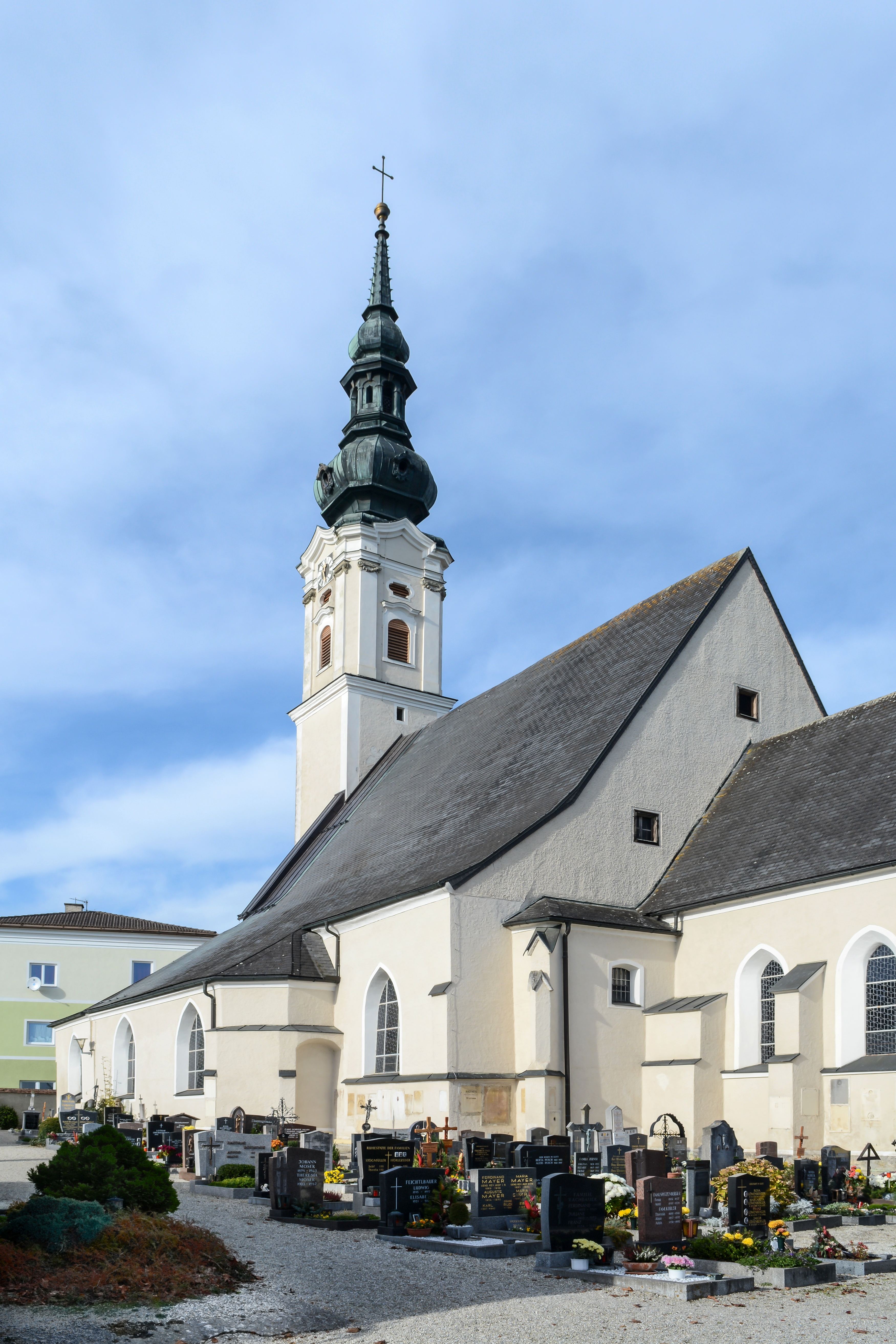
Kath. Hl. Abendmahl des Herrn in Obernberg am Inn

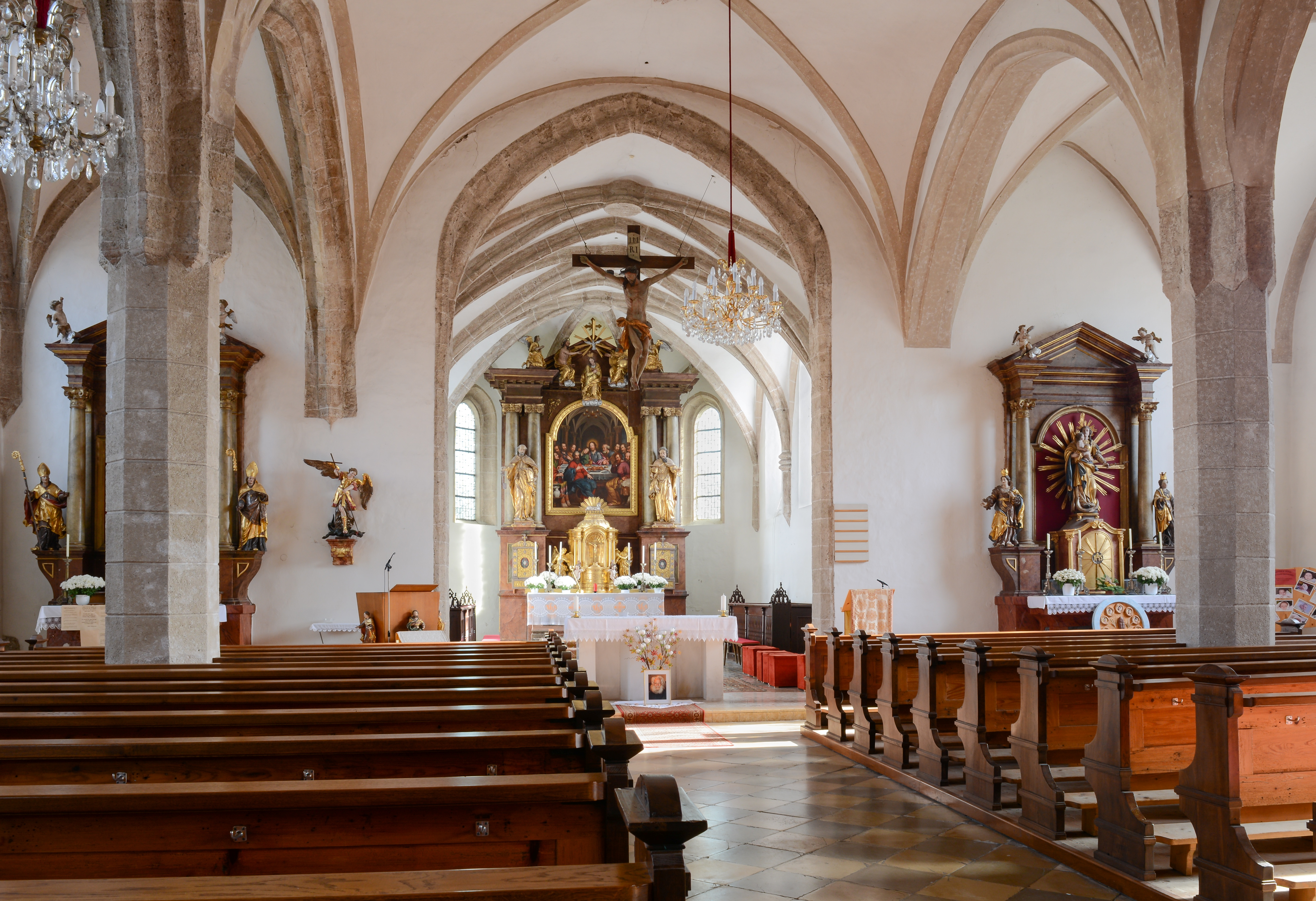
Vom Langhaus zum Chor

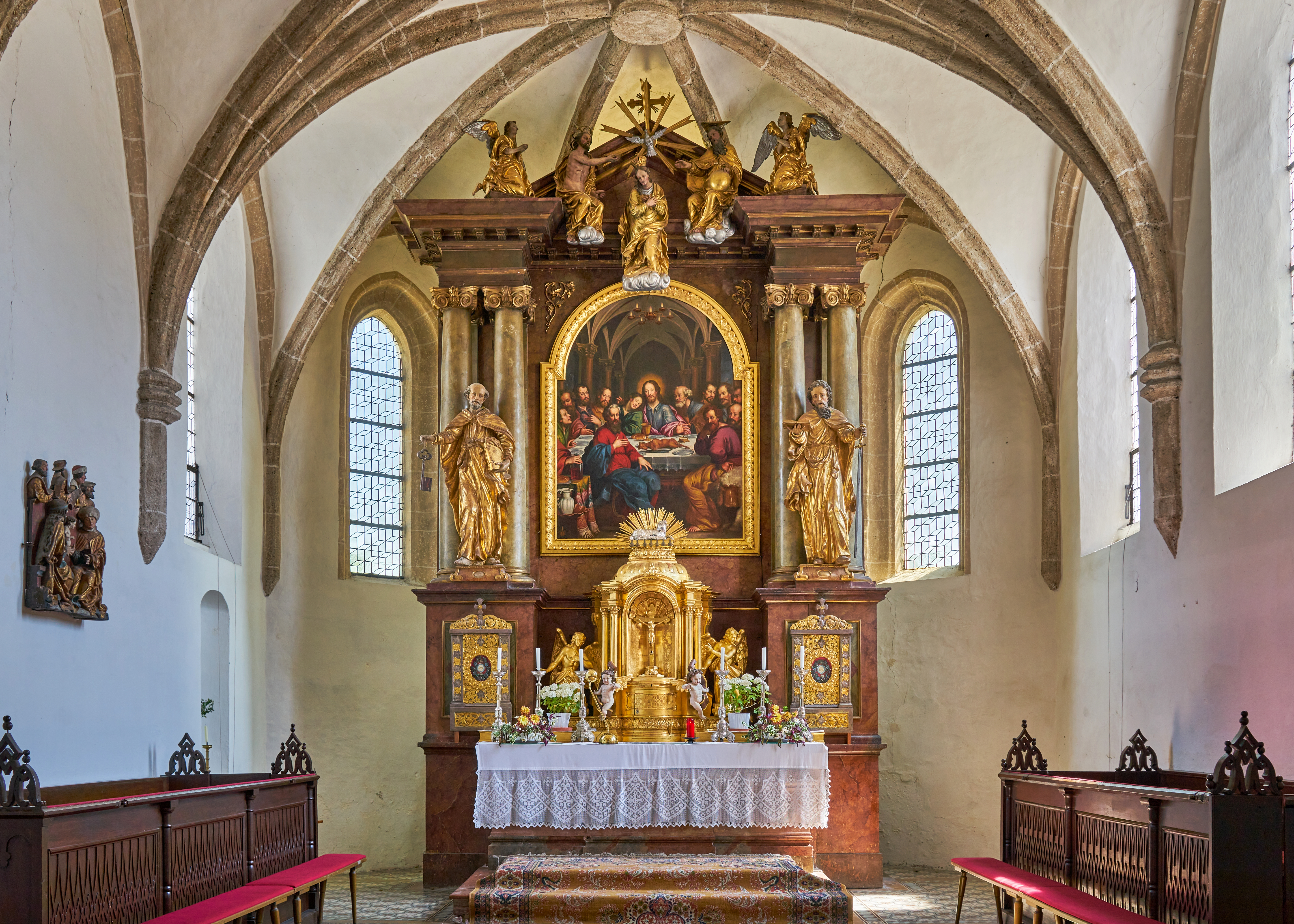
Hochaltar

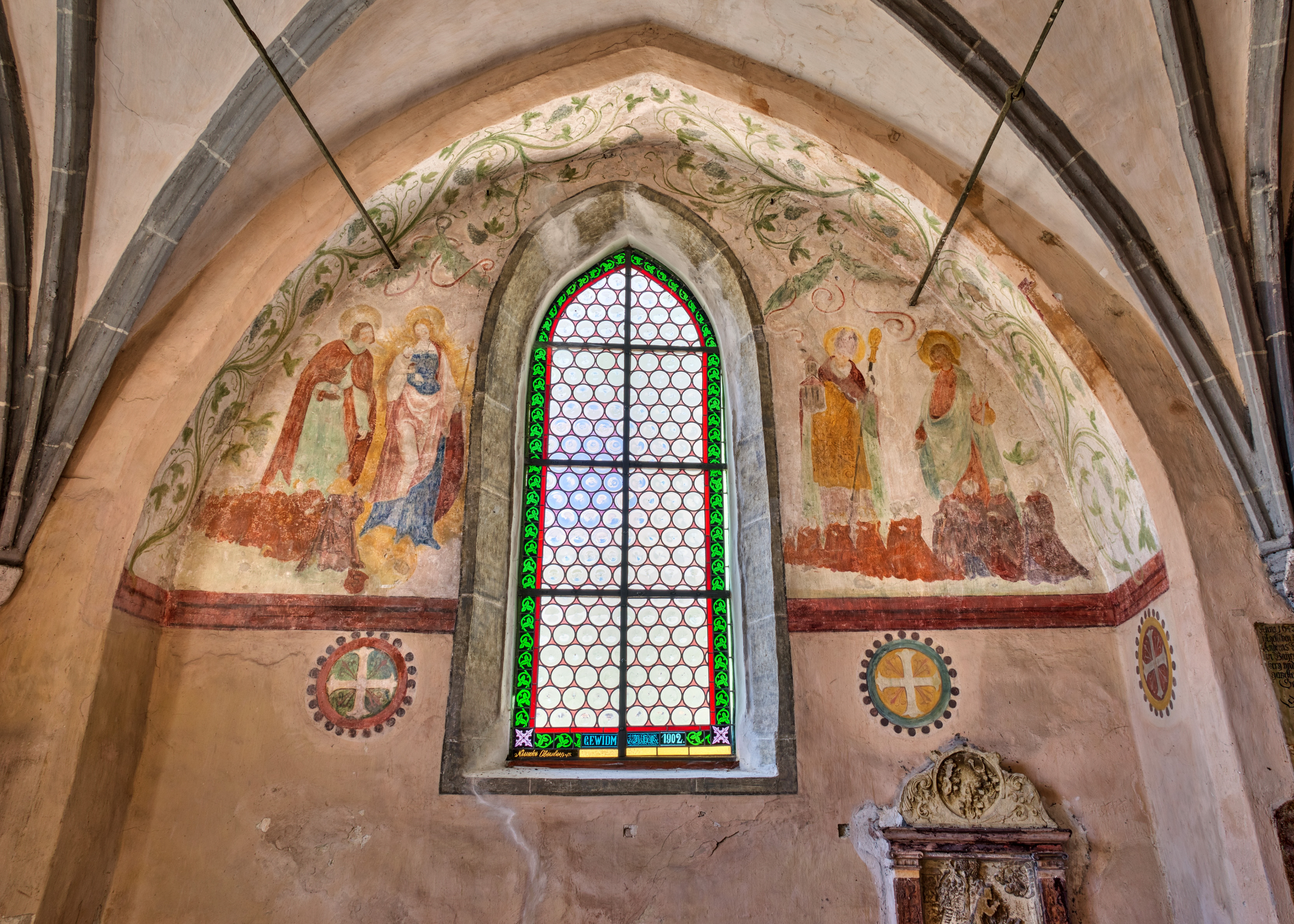
Fresken in der Annakapelle

Die Pfarrkirche Obernberg am Inn steht in der Marktgemeinde Obernberg am Inn in Oberösterreich. Die römisch-katholische Pfarrkirche Hl. Abendmahl des Herrn gehört zum Dekanat Altheim in der Diözese Linz. Die Kirche und der Friedhof stehen unter Denkmalschutz.

## Geschichte
Eine Kirche wurde um 1250 urkundlich genannt. Das Langhaus der gotischen Hallenkirche wurde von 1640 bis 1655 umgestaltet und teils verändert gewölbt.

## Architektur
An das dreischiffige dreijochige Langhaus schließt ein eingezogener zweijochiger kreuzrippengewölbter Chor mit einem Fünfachtelschluss an. Das Mittelschiff des Langhauses ist kreuzgratgewölbt, das nördliche Seitenschiff hat ein gotisches Kreuzrippengewölbe, das östliche Joch mit einem fünfteiligen Kreuzgewölbe, beim südlichen ursprünglich kreuzrippengewölbten Seitenschiff wurden die Rippen entfernt. Der Westturm ist unten gotisch, hat ein netzrippengewölbtes Läutstube, und trägt eine barocke Zwiebel mit Laterne von 1888. Das spätgotische Westportal hat eine kreuzrippengewölbte Vorhalle. Die Sakristei hat ein Netzrippengewölbe und eine Türe mit gotischen Beschlägen.
Der südliche zweijochige Kapellenanbau hat im westlichen Joch ein reich gewundenes Netzrippengewölbe, im östlichen ursprünglich kreuzrippengewölbten Joch wurden die Rippen entfernt. Westlich des südlichen Seitenschiffes und der vorgenannten Südkapelle steht quer zur Kirche die zweijochige Kapelle hl. Anna mit einem reichen Netzrippengewölbe. Die Annakapelle zeigt an den Wänden spätgotische Freskenreste Jüngstes Gericht, Kreuzigung, Maria, Heiliger, Stifter und ein Rankenornament. Die Freskenreste wurden 1938 aufgedeckt und 1953 restauriert.
An der Kirchenaußenseite sind eine Reihe von Grabsteinen des 15. bis 17. Jahrhunderts. Ein gotischer Wappenstein 1447 ist am Turm.

## Ausstattung
Der Hochaltar ist von 1838. Die Seitenaltäre von 1846 tragen die Figuren Barbara und Katharina und Valentin und Wolfgang aus dem ersten Viertel des 18. Jahrhunderts. Die Kanzel entstand um 1700. In der Südkapelle ist ein barockes Kruzifix aus dem ersten Viertel des 18. Jahrhunderts. In der Annakapelle ist ein bemerkenswertes spätgotisches Relief Heilige Sippe um 1515/1520 wurde dem Meister der Altöttinger Türen, einem Schüler von Hans Leinberger zugeschrieben und 1954 restauriert.
Es gibt bemerkenswerte Grabsteine: Ein Reliefgrabstein 1539 in der Annakapelle. Ein figureller Grabstein Bernhard Lindner 1592. Im nördlichen Seitenschiff sind die Grabsteine Martha Jerger 1743 und Christoph Präungartner 1749 Werke des Obernberger Bildhauers Johann Michael Jerger.
1924 wurde die Mittagsglocke (3) aus dem Stift Kremsmünster gekauft. Dort ließ sie Abt Placidus Buechauer im Jahr 1658 von Hans Rohrer in Linz für das Kloster gießen. Nachdem sie 1924 nicht mehr in das neue Stifts-Geläut der Glockengießerei Berndorf passte, wurde sie verkauft. In Obernberg ist sie nun die größte Glocke im vierstimmigen Geläut.